# توب نت

شعار توب نات

توب نات (من الفرنسية Topnet) هي مزود خدمات إنترنت تونسي تابع لشركة اتصالات تونس.
بدأت الشركة التونسية أنشطتها في 2 مايو 2001، وهي اليوم مزود خدمات الإنترنت في تونس.
أصبحت توب نات شركة تابعة لمجموعة اتصالات تونس، في يونيو 2010، وتعتبر هذه الصفقة من قبل شركة الاتصالات التونسية كعملية إستراتيجية لتعزيز خدماتها.
توفر شركة توب نات خدمات متعددة في مجال تكنولوجيا الانترنات للمستخدم العادي وللشركات.

## وصلات خارجية
- الموقع الرسمي